# Balasłau Pirsztuk
Balasłau Kazimirawicz Pirsztuk (biał. Баляслаў Казіміравіч Пірштук; ros. Болеслав Казимирович Пирштук, Bolesław Kazimirowicz Pirsztuk) (ur. 30 stycznia 1959 w Piersztukach) – białoruski inżynier-elektrociepłownik i polityk, wiceprzewodniczący Izby Reprezentantów Zgromadzenia Narodowego Republiki Białorusi (2016–2019), pierwszy wiceminister Zasobów Naturalnych i Ochrony Środowiska Białorusi.

## Życiorys
W 1981 ukończył studia na Białoruskim Instytucie Politechnicznym, uzyskując tytuł inżyniera-elektrociepłownika. Służył w Centralnej Grupie Wojsk Armii Radzieckiej. Pracę rozpoczął jako inżynier w elektrociepłowni w Swietłahorsku. Od 1990 pracował jako urzędnik na różnych szczeblach władz lokalnych – początkowo w urzędzie miasta Swietłogorska jako naczelnik wydziału rozwoju społeczno-gospodarczego. W międzyczasie w 1993 ukończył studia menedżersko-ekonomiczne na Akademii Zarządzania przy Radzie Ministrów Republiki Białorusi.
W 1995 został pierwszym zastępcą przewodniczącego Komitetu Wykonawczego Miasta Swietłahorska. W 1997 awansował na stanowisko przewodniczącego Komitetu Wykonawczego Miasta Swietłahorska, którym był do 2002, gdy po połączeniu miasta i otaczającego go rejonu, został przewodniczącym Komitetu Wykonawczego Rejonu Swietłahorskiego. W 2007 został wiceprzewodniczącym Komitetu Wykonawczego Obwodu Homelskiego, piastując to stanowisko 9 lat, co jest długim okresem przy częstych roszadach na stanowiskach urzędniczych na Białorusi.
W 2016 wybrany został posłem do Izby Reprezentantów Zgromadzenia Narodowego Republiki Białorusi VI kadencji z okręgu nr 44 Rzeczyca. Wybrany został wiceprzewodniczącym izby. Aktywnie brał udział w kontaktach z parlamentarzystami innych krajów, odwiedzając m.in. polski parlament. Podczas kolejnych wyborów w 2019 nie starał się o reelekcję.
26 grudnia 2019 został mianowany pierwszym wiceministrem Zasobów Naturalnych i Ochrony Środowiska Białorusi, pełniąc ten urząd w rządzie Siarhieja Rumasa i w rządzie Ramana Hałouczenki do 2022.
W 2010 roku otrzymał tytuł Honorowego Obywatela Swietłahorska.

## Życie prywatne
Jest żonaty. Ma dwóch synów.